# Johnny „Guitar” Watson
Johnny „Guitar” Watson (Houston, 1935. február 3. – Jokohama, 1996. május 17.) amerikai gitáros. John Watson Jr. amerikai zenész, énekes és dalszerző volt. A T-Bone Walker stílusában gitározó Watson ragyogó showman volt, karrierje negyven éven át tündöklött a rhythm and bluesban, a funk- és a soul-zenében.
Watson az 1950-es, 60-as években sikeres lemezeket készített. Az 1970-es években a funk kreatív újjáélesztése során Watson slágerei népszerűek voltak. A legjobban szerepelt kislemeze az 1977-es "„A Real Mother for Ya” volt.

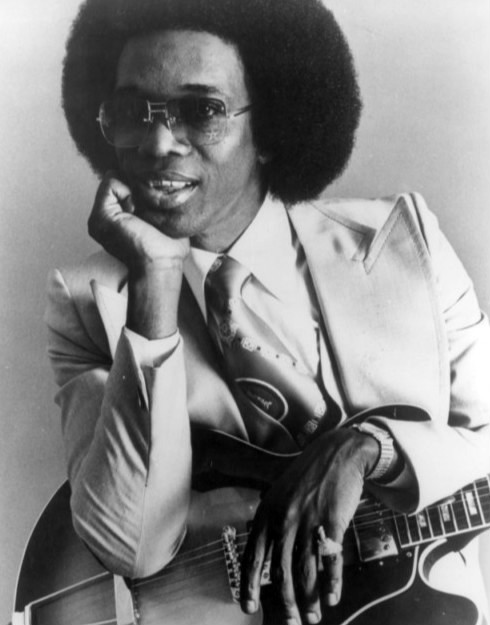
Johnny „Guitar” Watson 1977-ben

## Pályafutása
Watson gyerekként a zene alapjait zongorán sajátította el. A gitárt a prédikátor nagyapjával kötött megállapodás okán vette kézbe, azzal, hogy nem fogja bluesra használni. Ezt a megállapodást aztán nem tartotta be.
Családja az 1950-es években Los Angelesbe költözött. Tinédzserként gitározott, zongorázott és énekelt Los Angeles-i együttesekben. A tinédzser Watson olyan blueszenészekkel lépett fel Texasban, mint Albert Collins és Johnny Copeland. Los Angelesben Chuck Higgins együttesében billentyűs volt. 1953-ban készített első felvételein még zongorán játszott, de a következő évben már gitárosként is felkeltette a figyelmet a Space Guitar című számmal. 
Watson az 1950-es évek közepének kiemelkedő elektromos blues & rhythm & blues nagyszerű gitárosa volt olyan slágerekkel, mint a „Gangster Of Love”. Olyan művészekkel lépett fel, mint például Little Richard, és dolgozott vele szintetizátoros produkciókban az 1960-as években.
A későbbi években munkái olyan művészek számára volt minta, mint Dr. Dre és Snoop Dogg. Számos felvételen és projekten dolgozott Frank Zappával, aki Watsont egy helyen így említette: „Watson 1956-os dala, a Three Hours Past Midnight inspirált arra, hogy gitáros legyek.”
Japánban lépett fel, ahol – szívinfarktus következtében – összeesett és meghalt a színpadon. Kétszer jelölték Grammy-díjra.
Johnny „Guitar” Watson azon zenészek közé tartozik, akiket igazságtalanul felejtett el a világ. Az 1950-es években innovatív, látványos stílusával a texasi blues legjobb hagyományait ápolta énekével és gitárjával. Az 1970-es években a funk ikonjának tekintették. Hatása nyomot hagyott olyanokban, mint például Etta James, Frank Zappa, Prince, Jimmy Hendrix és Steve Miller. Ugyanakkor Watson soha nem érte el tisztelői hírnevét.

## Albumok
- 1963: Johnny Guitar Watson
- 1963: I Cried for You
- 1965: The Blues Soul of Johnny Guitar Watson
- 1973: Listen (Fantasy 9437)
- 1975: I Don't Want to Be Alone, Stranger
- 1976: Ain't That a Bitch
- 1977: A Real Mother for Ya
- 1977: Funk Beyond the Call of Duty
- 1978: Giant
- 1980: Love Jones
- 1984: Strike on Computers
- 1986: 3 Hours Past Midnight
- 1992: Gonna Hit That Highway: The Complete RPM Recordings
- 1994: Bow Wow
- 1999: The Very Best of Johnny „Guitar” Watson